# 郭尚友
郭尚友，字善儒，號瞻月，山东莱州府潍縣人。明朝政治人物。

## 生平
萬曆二十二年（1594年）甲午科舉人，二十九年（1601年）辛丑科進士，授陕西咸寧縣知縣，由县令擢国子监博士，改工部都水司主事，歴官工部营缮司郎中、山西副使、山西按察使、河南左右布政使、保定巡抚。天启六年（1626年）升漕运总督户部右侍郎。崇禎帝即位后，于天启七年九月加户部尚书，仍总督漕运。绝侵渔，裕国帑。崇禎元年六月被劾罢。居乡醇谨，秉性谦和。捐金固圉，贻谋修学。有《漕撫奏疏稿》行于世，祀乡贤。其长子蔭生郭永安，于崇祯间邑侯邢国玺筑城时，倡修战台四、石城二千四百馀尺，几费万金。国朝順治十五年戊戍（1658年），圣庙大成殿坏，永安又独力捐修。尚友孙郭一玘，廪贡生，康熙四十三年甲申岁赈济饥民，减价平糴，全活万计，邑人作歌十馀首纪之。厥后科第蝉联，曾玄百馀人，莫不循循谨饬，有万石君家风焉。